# Chaetodipus dalquesti
Espèce
Statut de conservation UICN

 VU B1ab(iii) : Vulnérable
Chaetodipus dalquesti est une espèce qui fait partie des mammifères Rongeurs de la famille des Heteromyidae. Ce sont des souris à poches, c'est-à-dire à larges abajoues, et à poil dur. Cet animal est endémique du Mexique. C'est une espèce menacée, classée vulnérable en 2008 par l'UICN. 
L'espèce a été décrite pour la première fois en 1976 par le zoologiste Edward L. Roth, sous le nom de Perognathus dalquesti et nommée en hommage au biologiste et zoologiste américain, Walter Woelbert Dalquest (1917-2000).